# Classis Germanica

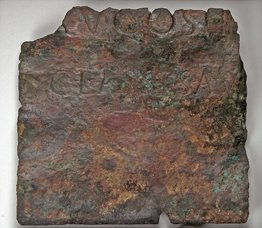
Fragment van een bronzen plaat gevonden in Naaldwijk met de tekst CLASSISAV

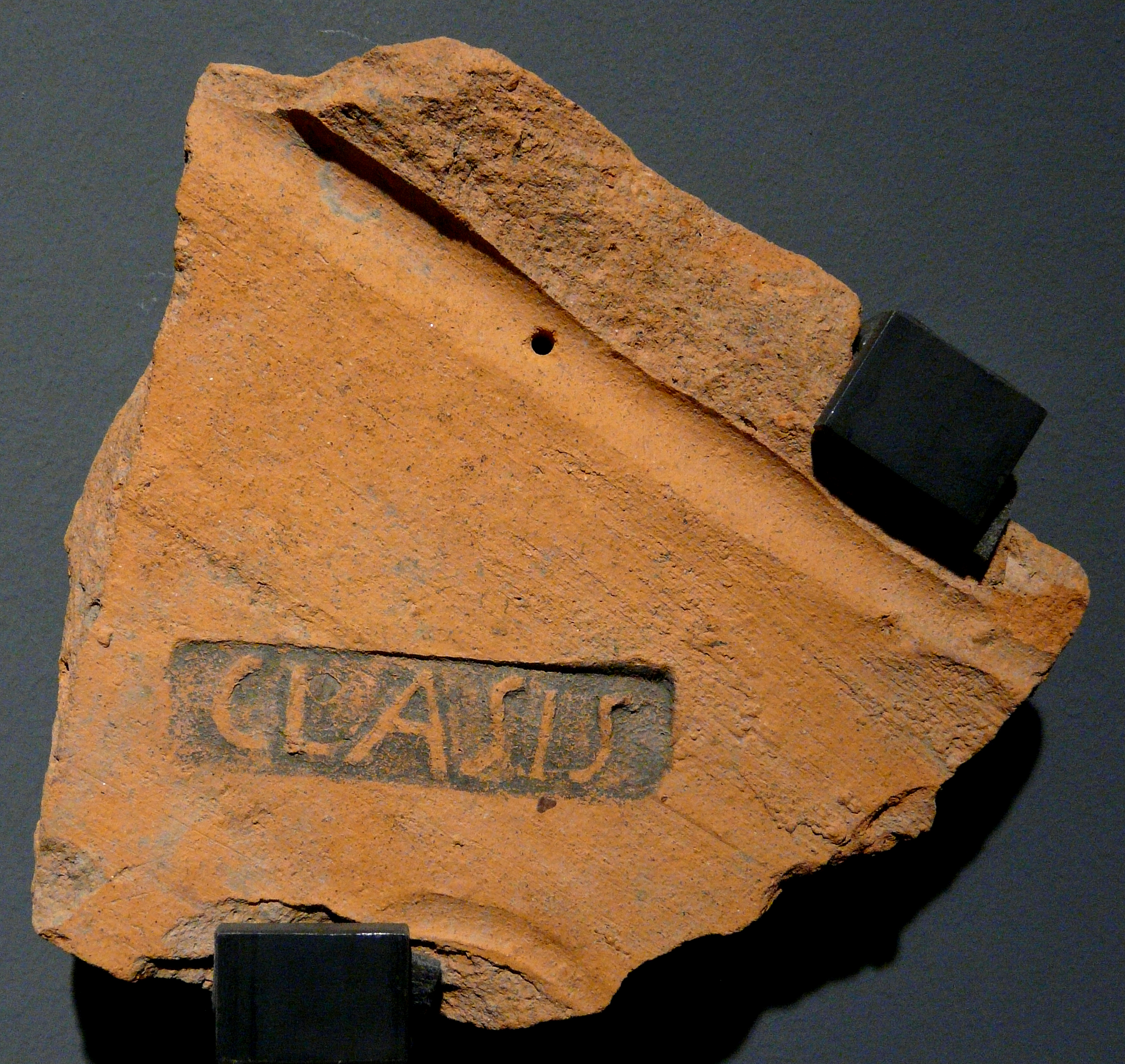
Romeinse dakpan uit Novaesium met de stempel CLAS(S)IS

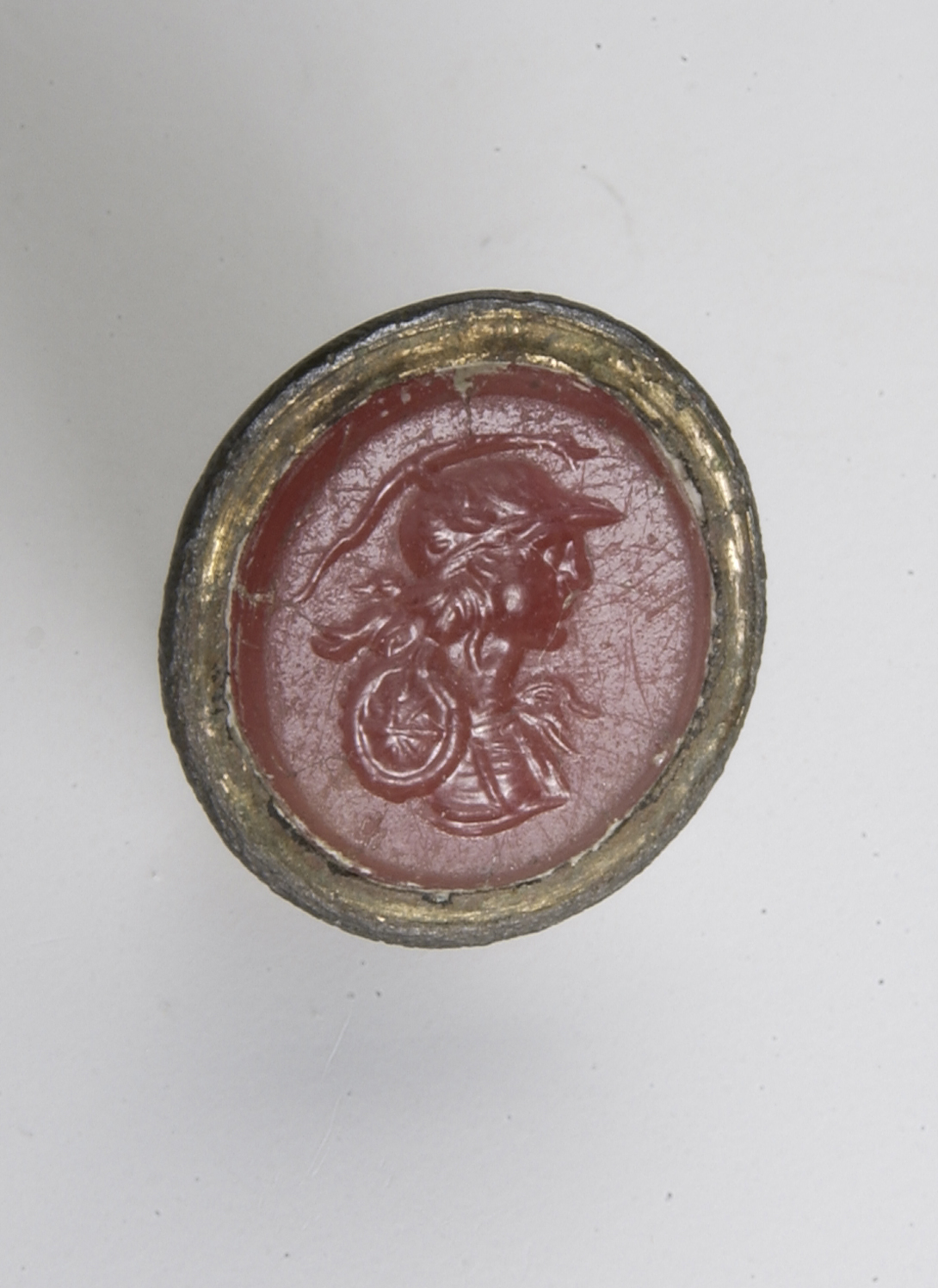
Bronzen stempeltje met een rode steen van kornalijn, met een intaglio (verdiepte voorstelling) van een gehelmde godin (Minerva of Roma?) Romeins 1-300 na Chr. Het werd gevonden op de oever van de Rijn in Valkenburg

De Classis Augusta Germanica was de Romeinse militaire vloot aan de Rijngrens. Het hoofdkwartier van de vloot lag net ten zuiden van Keulen, de toenmalige hoofdstad van de provincie Germania Inferior. Andere vlootbases lagen aan de Rijn in Bunnik-Vechten (Fectio), Leiden-Roomburg (Matilo), Brittenburg (Lugdunum Batavorum) nabij Katwijk en mogelijk bij Naaldwijk, aan de Maas. Stempels van de Classis Germanica zijn ook teruggevonden in diverse forten langs de Rijn. Hieronder zijn de forten van Valkenburg (Praetorium Agrippinae), Alphen aan den Rijn (Albaniana), Woerden (Laurium), en Vleuten-De Meern (Fletio?). Daarnaast zijn stempels teruggevonden in Voorburg (Forum Hadriani) gelegen aan het kanaal van Corbulo. Naast stempels is in Naaldwijk ook een fragment van een bronzen plaat gevonden.

## Historie
De Classis Germanica werd opgericht in 13 v.Chr. als onderdeel van het grote offensief tegen de Germanen onder Keizer Augustus. In 12 v.Chr. liet Drusus hiertoe een vloot van meer dan 1000 schepen bouwen die via de Rijn, Noordzee en Weser het te veroveren Germanië binnenvoer. Tijdens het offensief van Drusus' opvolger en latere keizer Tiberius in 5 v.Chr., drong de Classis zelfs door tot de rivier de Elbe en voorbij Helgoland tot aan de noordoostkust van Denemarken. Naast het vervoer van soldaten en materiaal leverde de Classis, berichten en voedsel aan de Legioenen die langs de Rijn en in Germanië opereerden. Een deel van deze oorlogslogistiek liep vanuit Xanten (Castra Vetera) over de rivier de Lippe naar de nieuwe legioenskampen Haltern en Oberaden.
Niet alle militaire acties verliepen zo gunstig. Na de nederlaag van Varus in de slag bij het Teutoburgerwoud (9 n.Chr.) waarbij Germania ten oosten van de Rijn weer verloren raakte, was de vloot hard nodig om de nieuwe grens, de rivier de Rijn veilig te houden. In 15 en 16 n.Chr. probeerde Germanicus nog eenmaal de Germanen op eigen gebied te verslaan. Hierbij was de inzet van de vloot cruciaal. Tijdens een van deze campagnes werd een aanzienlijk deel van de vloot tijdens een zware storm op de Waddenzee uiteengeslagen en vernietigd. Het veroveren van het woongebied van de Germanen werd geen succes en de veroveringen werden stopgezet. In 28 n.Chr. verloor de vloot zijn basis in Velsen tijdens de Friese opstand. Nederland ten noorden van de Rijn werd opgegeven. Ook hier werd de Rijn de nieuwe rijksgrens.
Na beëindiging van de offensieve militaire acties in Germanië ontstond een nieuwe situatie voor de Classis Germanica. De Classis werd vanaf dat moment voornamelijk ingezet voor defensieve taken, waarvan de belangrijkste was het bewaken van de Rijngrens. Ook kunnen de manschappen zijn ingezet om het Corbulokanaal van Matilo (Leiden-Roomburg) tot aan Naaldwijk te graven.
Toch deed de vloot ook weer mee tijdens diverse gevechtshandelingen. Tussen 37 en 85 speelde de vloot een grote rol in het veroveren van Britannia, door talrijke landingsoperaties uit te voeren. Ook tijdens de Bataafse Opstand kregen de manschappen van de vloot weer met actieve oorlogsvoering te maken. Zo probeerden de Bataven diverse schepen te bemachtigen. Slechts met moeite kon dit worden voorkomen. Na het neerslaan van de opstand (70 n.Chr.) dus vanaf het begin van de Flavische keizers, werd de Rijnvloot, weer voor vreedzame doeleinden ingezet.

## Taken
De voornaamste taak van de Classis Germanica werd weer het veilig houden van de Noordzeekust, de Rijn en haar zijrivieren voor scheepvaart. Hieronder viel ook het onderhoud en het bewaken van het kanaal van Corbulo.
Daarnaast hielden de mariniers zich voornamelijk bezig met het transport van of het begeleiden van transporten van bouwmateriaal (zoals stenen uit Brohl), voedsel (bulktransport als graan en wijn) en manschappen, van en naar steden en grensforten langs het Duitse of Nederlandse deel van de Rijngrens.
Mogelijk heeft in Naaldwijk, waar het kanaal van Corbulo in de Maas uitkomt, een belangrijke basis van de Classis gelegen.
Tot eind derde eeuw bleef de Classis Germanica de troepen bevoorraden. Daarna ontbreekt elk spoor van de Classis. De reden hiervoor is dat de vloot waarschijnlijk de herhaalde invallen van de Franken eind derde eeuw niet heeft overleefd en tenonder is gegaan.

## De schepen van de Classis Germanica
De liburnae die ook de Rijn voeren konden tot 5 ton aan vracht vervoeren, hetgeen voedsel kan betekenen voor 1.400 man per dag.
Uit epigrafische bronnen blijkt dat de Praefectus van de Classis (de opperbevelhebber) tot de Centenarii kon behoren en aldus een jaarsalaris had van 100.000 sesterciën. Elk schip had diverse soorten officieren aan boord, zoals de scheepsofficieren die het schip onderhielden bedienden en navigeerde tot gevechtsofficieren. De scheepsofficieren waren de Trierarchus (scheepskapitein) en de Gubernator (navigator). De gevechtsofficieren stonden bekend als de Centurio (de vlootcommandant) en zijn Optio. Ander personeel droeg namen als remiges (roeiers), velarii (verantwoordelijk voor de lijnen en zeilen), milites (mariniers), medici (artsen) and haruspices (priesters/augurs/waarzeggers). Hoewel er geen bewijzen zijn dat de diverse taken uitwisselbaar waren, lijkt het onwaarschijnlijk dat dit niet het geval was, daar alle nautae (zeilers) ook milites (vlootsoldaten) waren.